# Памятник Муллануру Вахитову (Казань)
Памятник Муллануру Вахитову — один из самых крупных скульптурных монументов Казани. Его высота (вместе с пьедесталом) составляет 12 метров, что обеспечивает ему второе место после 14-метрового памятника Ленину на площади Свободы. Памятник установлен татарскому революционеру-большевику Муллануру Вахитову (1885—1918). Его авторами являются: скульптор Юрий Орехов (Москва); архитекторы — Александр Степанов, Валентин Петербуржцев (оба — Москва) и Мунир Агишев (Казань). Памятник Муллануру Вахитову был открыт 22 августа 1985 года — в день 100-летия со дня рождения революционера. 

## Территориальное расположение
Памятник Муллануру Вахитову стоит в центре Казани, на высоком холме, расположенном между улицами Некрасова и Бутлерова и выходящем к улице Пушкина и площади Тукая. Благодаря высокому расположению и своему размеру, он является одной из доминант окружающего пространства и одним из символов Вахитовского района, на территории которого находится.  

## Описание

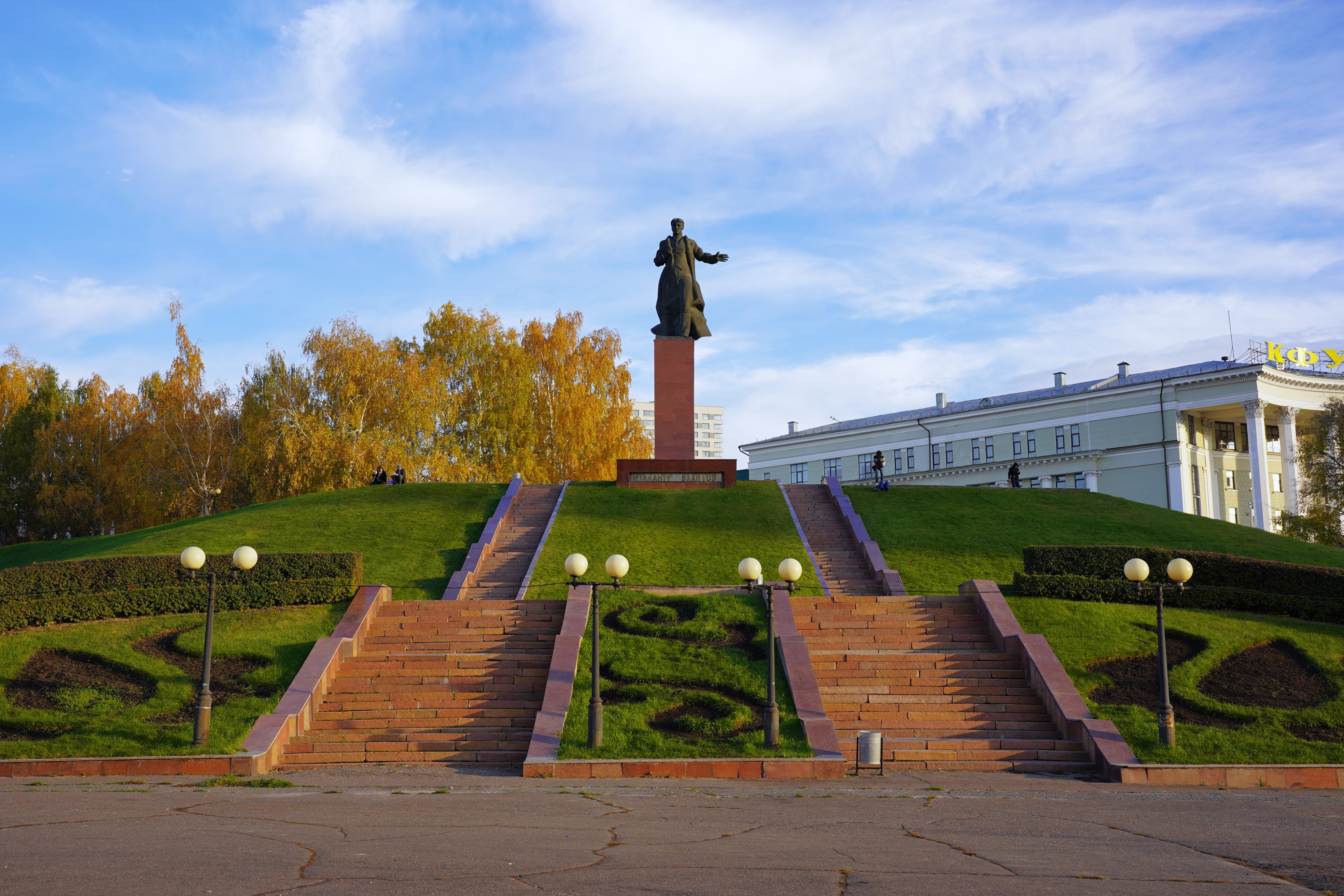
Общий вид холма с памятником Муллануру Вахитову

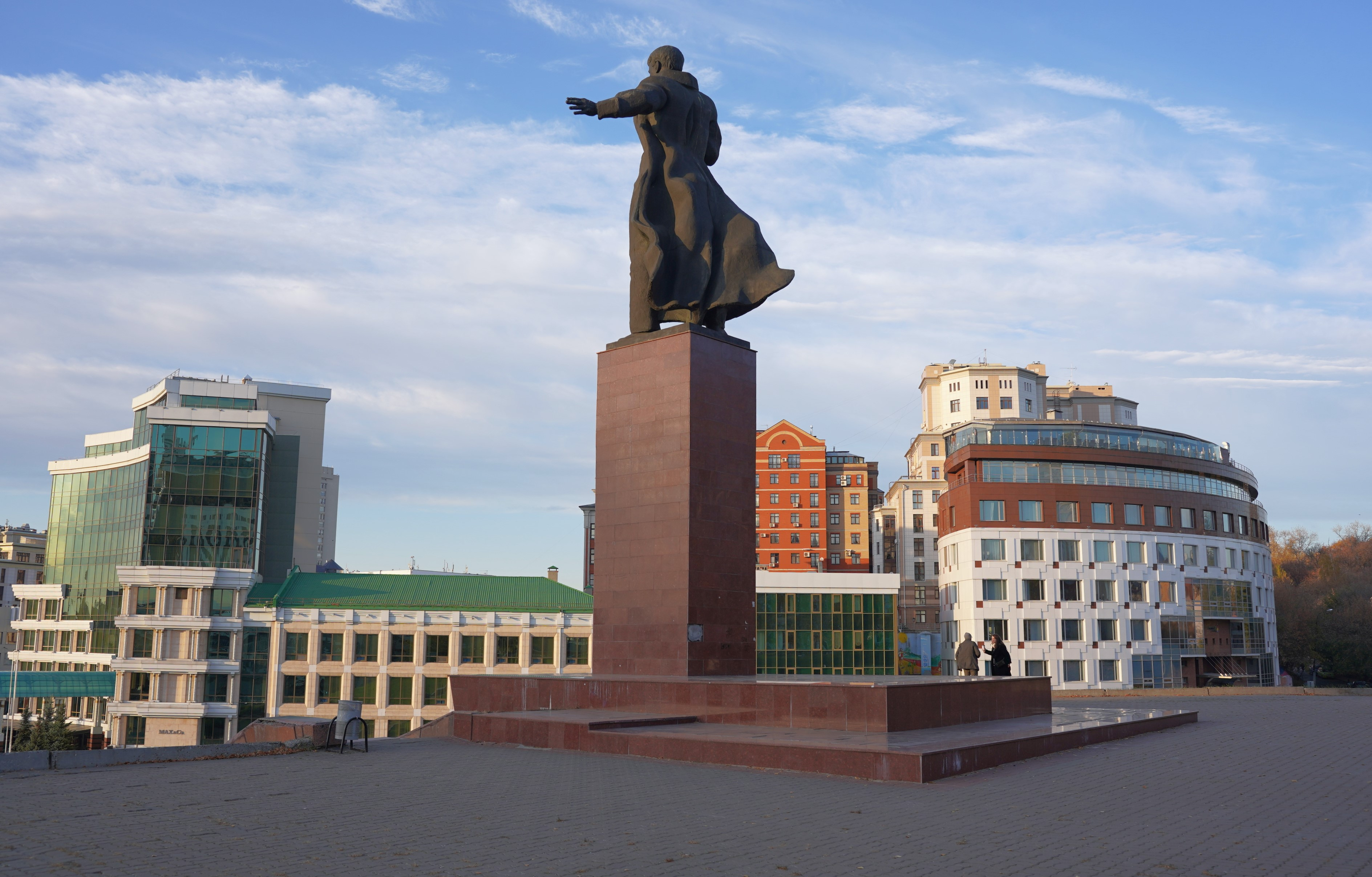
Памятник Муллануру Вахитову: боковой ракурс

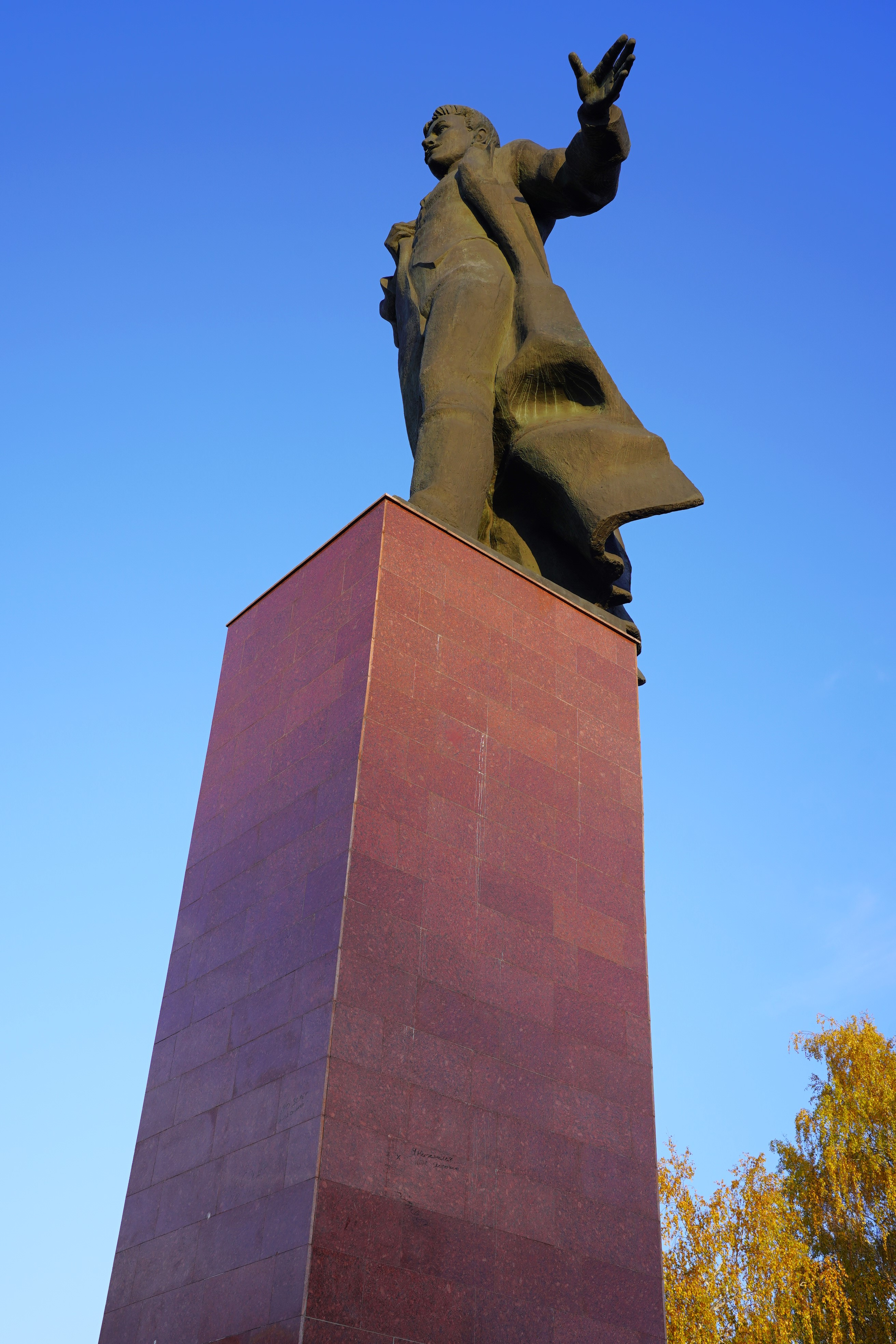
Памятник Муллануру Вахитову: вид снизу

12-метровый монумент Муллануру Вахитову состоит из сопоставимых по размеру бронзовой скульптуры и пьедестала. 
Мулланур Вахитов представлен в образе шагающего вперёд революционера-героя с отведённой в сторону левой рукой. Его распахнутая шинель развевается на ветру, что придаёт скульптуре динамизм и органичность восприятия с учётом её высотного расположения. 
Высокий пьедестал, облицованный гранитными плитами, опирается на широкое ступенчатое основание. С лицевой стороны основания — в углублении сделана металлическими буквами надпись: «МУЛЛАНУР ВАХИТОВ».
Памятник Муллануру Вахитову является частью благоустроенного в середине 1980-х годов общественного пространства. Холм с лицевой стороны разделён на два яруса. На вершине холма, где стоит памятник, расположена широкая площадка, за которой находится Аллея памяти воинов-казанцев, погибших в Афганистане (открыта в 1986 году). С двух сторон от памятника к площадке нижнего яруса ведут две облицованные гранитными плитами длинные лестницы. От этой площадки вниз к подножию холма ведут четыре более короткие, но широкие лестницы, облицованные такими же гранитными плитами. У подножия холма расположена небольшая площадь треугольной формы, которая часто используется как автостоянка, но с начала 2000-х до конца 2010-х годов на ней также проводились публичные мероприятия, в основном политические акции — митинги и пикетирования.

## История
Решение об установке в Казани памятника Муллануру Вахитову было принято на фоне приближавшегося 100-летия со дня его рождения (1985). До этого времени столице Татарстана не было ни одного памятника этому татарскому революционеру, если не считать стелы с его барельефным портретом у здания по адресу: ул. Петербургская, 70. И это при том, что в советский период Мулланур Вахитов считался одним из двух главных татарских героев из числа революционеров-большевиков (наряду с Хусаином Ямашевым) в рамках официально признанной в Татарской АССР историко-революционной мифологемы. Первый памятник Муллануру Вахитову, установленный в 1922 году на Юнусовской площади в Казани, просуществовал недолго.

### Создание памятника и его открытие
Проект памятника Муллануру Вахитову работы скульптора Юрия Орехова стал победителем по итогам проведённого конкурса. 
Среди участников этого конкурса были казанские скульпторы Виктор Рогожин и Рада Нигматуллина, также создавшие скульптуру в образе идущего вперёд революционера в развевающейся на ветру шинели, но с папахой на голове. Как отмечает искусствовед Дина Хисамова, казанские скульпторы так и не сумели отойти от установившегося канона в изображении Мулланура Вахитова (с папахой на голове), который сформировался начиная с первого памятника 1922 года и позже неоднократно повторялся в его портретах, выполненных в живописи и в форме станковой скульптуры. 
Перед тем как установить памятник, «сначала изготовили картонный макет для примерки, вдумчиво выбрали для него место и поворот, создав выраженную доминанту на площади, визуальное завершение холма».
Установка крупного памятника Муллануру Вахитову на холме в центре Казани также предполагала преображение окружающего пространства. В этом главную роль сыграли соавторы монумента, созданного Юрием Ореховым — московские архитекторы Александр Степанов, Валентин Петербуржцев и главный архитектор Казани Мунир Агишев. Их творческими усилиями холм, на котором установили памятник Муллануру Вахитову, превратился в привлекательное для своего времени общественное пространство со смотровой площадкой. Пространство холма было немного увеличено за счёт наращивания нижнего яруса, после чего он с лицевой стороны приобрёл ступенчатую форму. Склоны холма были озеленены, их оснастили несколькими лестничными пролётами, облицованными гранитными плитами, которые обеспечили людям доступ наверх, к самому памятнику. (До начала 1980-х годов подножие холма было застроено, здесь же находился знаменитый кинотеатр «Вузовец». Всю эту застройку вместе с кинотеатром снесли за несколько лет до установки памятника Муллануру Вахитову — как показывает космический снимок 1982 года, в это время у подножия холма никакой застройки уже не было.) 
Торжественное открытие памятника Муллануру Вахитову состоялось в день 100-летия со дня его рождения — 22 августа 1985 года. В этот день здесь состоялся массовый митинг, на котором присутствовали руководители Татарской АССР во главе с первым секретарём Татарского обкома КПСС Гумером Усмановым. Правда, к моменту открытия памятника территорию вокруг него полностью благоустроить не успели (не были построены два лестничных пролёта), поэтому все оставшиеся работы были завершены позже.

### Оценки памятника
Памятник Муллануру Вахитову, с точки зрения художественного исполнения, встретил неоднозначные оценки современников, став «яблоком раздора» в среде казанских скульпторов. Например, скульптор-монументалист Альфрет Абдрашитов в числе прочих отмечал следующий недостаток, присущий, по его мнению, работе Ю. Г. Орехова: «вытянутая скульптура, стоящая на равном по размеру фигуры постаменте, установленная на высоком холме, получилась неопределённой и маловыразительной по содержанию». 
В более поздних оценках, напротив, преобладает позитивная трактовка образа Мулланура Вахитова в исполнении московского скульптора. Упомянутая выше Дина Хисамова особо отмечает достоинства скульптуры с позиции пластического решения:

…в монументе очень ярко, торжественно выражена героическая составляющая темы. Основой пластического решения является выигрышный силуэт: вся фигура, к низу утяжелённая драпирующимися складками шинели, кажется летящей, устремлённой вперёд. Вторит ритму скульптуры жест взметнувшейся вперёд руки. Пластика лепки адекватна самой задаче символического памятника — крупные массы бронзы в своей текучести придают всему образу большой динамизм и вихреобразное развитие.— Хисамова Д. Д.
Казанские историки архитектуры Л. Ш. Сайфуллина и Н. Р. Сиразеев отмечают в качестве достоинства тот факт, что в скульптуре Ю. Г. Орехова «находят воплощение важнейшие принципы социалистического реализма — исторический оптимизм и „героика революционной борьбы и её деятелей, ведущих за собой народные массы“».

### Попытки переноса памятника
Начиная с 2007 года власти Татарстана и Казани стали поднимать вопрос о переносе памятника Муллануру Вахитову в другое место. Основанием для этого служили различные архитектурные проекты, разработанные с целью реновации данной территории, в рамках которых памятник Муллануру Вахитову не вписывался в их концепции.   
В 2007 году был объявлен конкурс на строительство на месте памятника нового здания Национальной библиотеки Республики Татарстан. Победителем оказался проект голландского архитектора Эрика ван Эгераата, который предусматривал строительство комплекса зданий у подножия и на самом холме. Памятник предполагалось перенести на площадь Вахитова, но эта идея вызвала негативный общественный резонанс. В 2008 году возникла инициативная группа, которая через суд потребовала проведения местного референдума по вопросу переноса памятника. Но вскоре этот вопрос отпал, так как с началом мирового финансового кризиса проект строительства библиотеки был заморожен, а позже стал неактуальным (в 2010 году Эрик ван Эгераат попытался актуализировать свой проект, но безрезультатно). 
Поднятый на уровень общественного обсуждения вопрос о возможности переноса памятника Муллануру Вахитову спровоцировал более радикальные предложения. В 2012 году активисты Союза татарской молодёжи «Азатлык» обратились к властям Татарстана с предложением снести в Казани памятники Владимиру Ленину и Муллануру Вахитову, а на их месте установить памятники мулле Батырше и основателю Казанского ханства Улу-Мухаммеду. Но это предложение было проигнорировано.    
В 2015—2018 годах прошла новая волна обсуждений реновации территории вокруг памятника Муллануру Вахитову. Сначала за реализацию проекта взялась турецкая компания «Полимекс», предложившая строительство отеля с торговым центром, а также обновление пространства холма, но с сохранением памятника (2015). Им на смену пришла нидерландская компания с турецким участием «Дайнамик Глобал» с проектом строительства жилого комплекса «Ключ Казани» с торговыми и офисными помещениями, концепция которого также предусматривала сохранение памятника Муллануру Вахитову (2016). Но в 2017 году эта же компания предложила новый проект — строительство многофункционального комплекса «ESPASE», концепция которого уже не предусматривала сохранение памятника. И это обстоятельство вновь вызвало негативную реакцию, в том числе со стороны активистов КПРФ, посчитавшись идею переноса памятника (на площадь Вахитова или на улицу Вахитова) неприемлемой. Вопрос обсуждался и в 2018 году, после чего тема переноса памятника Муллануру Вахитову на фоне отсутствия движения в реализации строительных проектов утратила актуальность. 

### Памятник Муллануру Вахитову как политический символ
С начала 2000-х до конца 2010-х годов на площадке перед памятником Муллануру Вахитову периодически проводились различные общественные мероприятия, преимущественно политического характера. 
Из политических партий наиболее активно использовали эту площадку для митингов КПРФ и «Коммунисты России», видевшие в образе Мулланура Вахитова один из своих исторических символов. Реже здесь проводили свои мероприятия ЛДПР и «Справедливая Россия», а также иные оппозиционные организации и группы. 
С принятием в декабре 2012 года закона «Об обеспечении условий реализации прав граждан на проведение собраний, митингов, демонстраций, шествий и пикетирований в Республике Татарстан» для проведения политических мероприятий были введены специально отведённые места (СОМ). В Казани было определено пять таких мест, но площадка перед памятником Муллануру Вахитову в эту категорию не вошла. Позже здесь проводились митинговые мероприятия, но очень редко и по особому согласованию с городскими властями. 

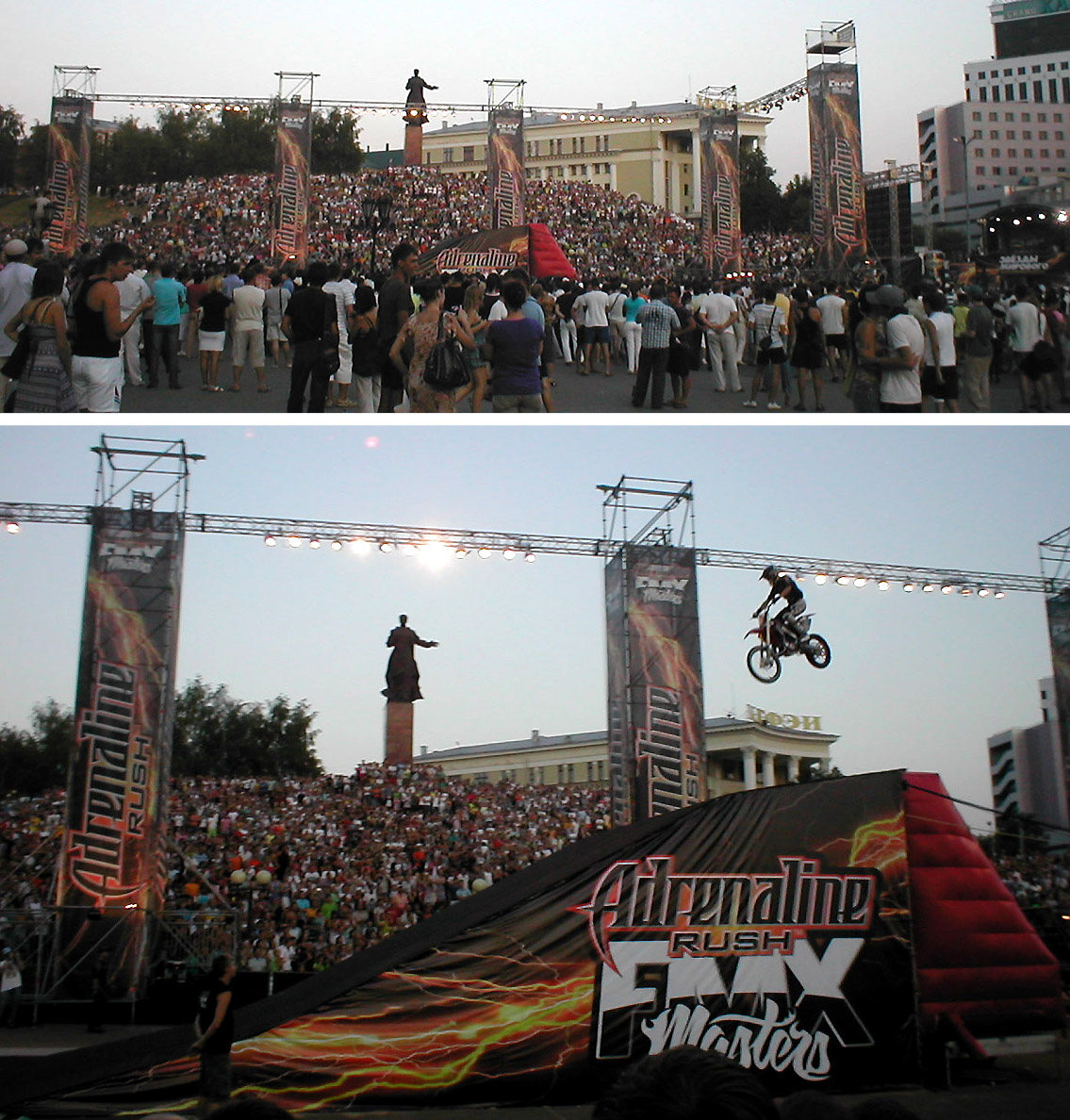
Мото-шоу каскадёров, 2010 год
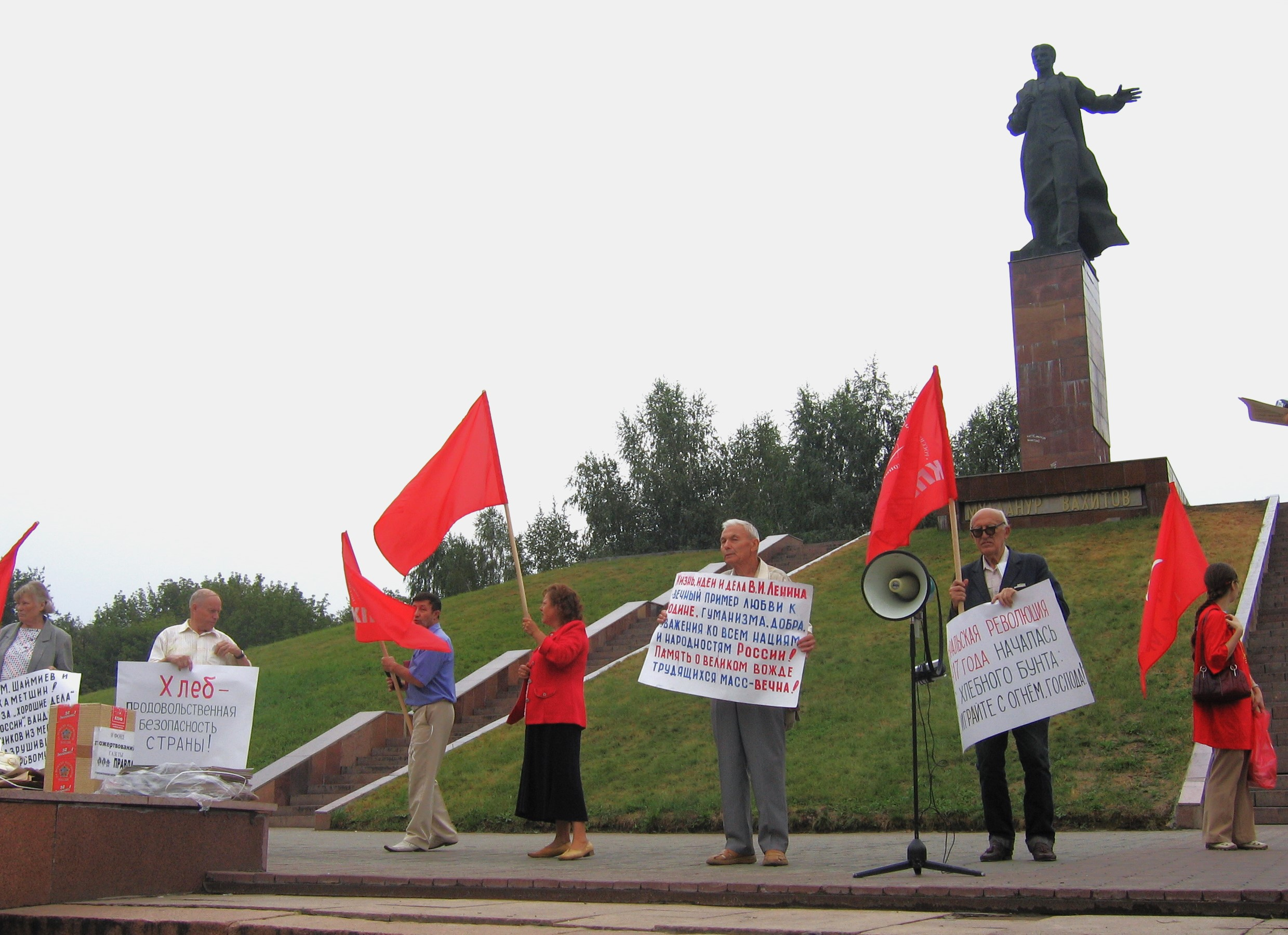
Митинг КПРФ, 22 августа 2007 года
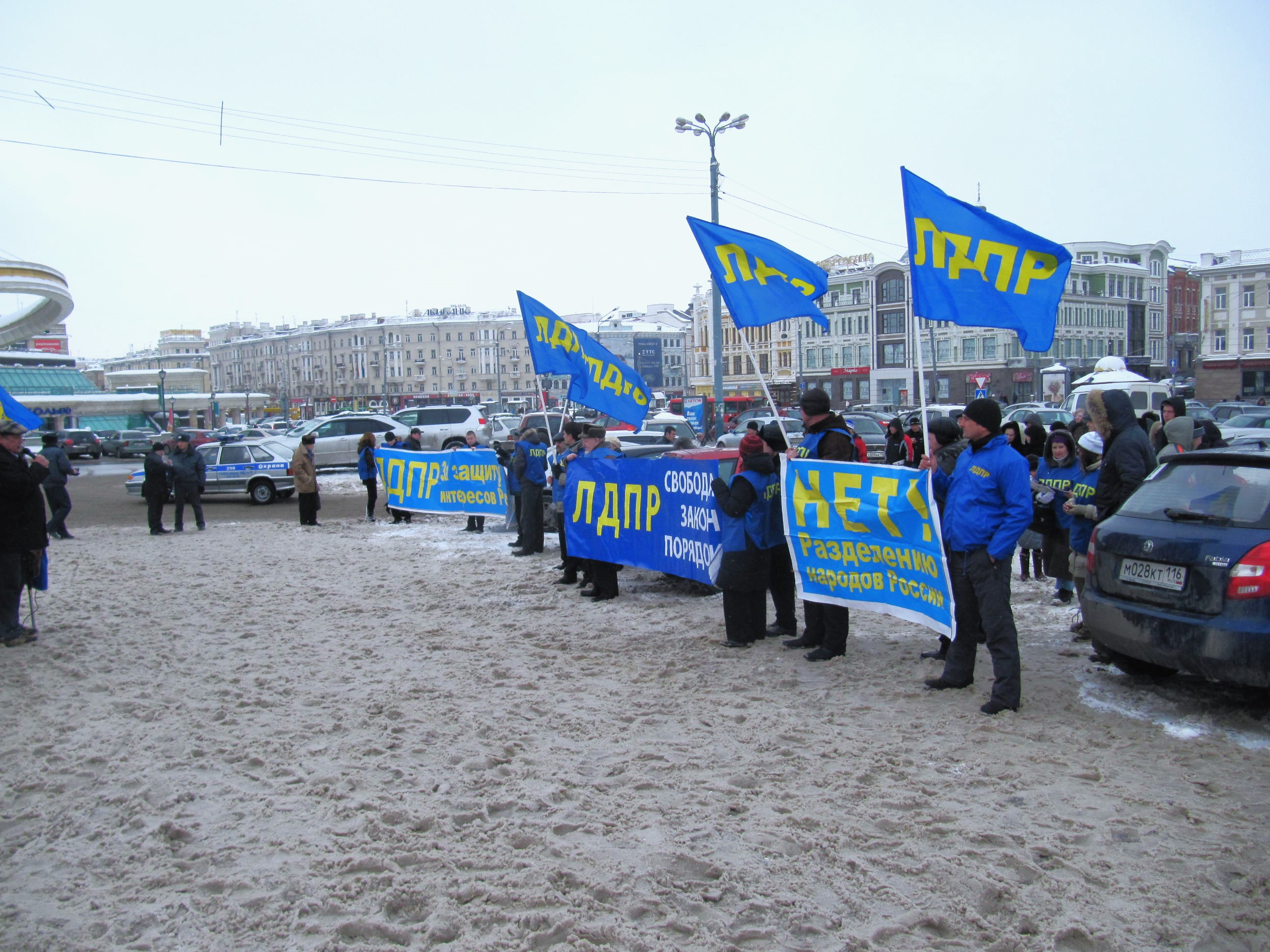
Митинг ЛДПР, 2 марта 2012 года
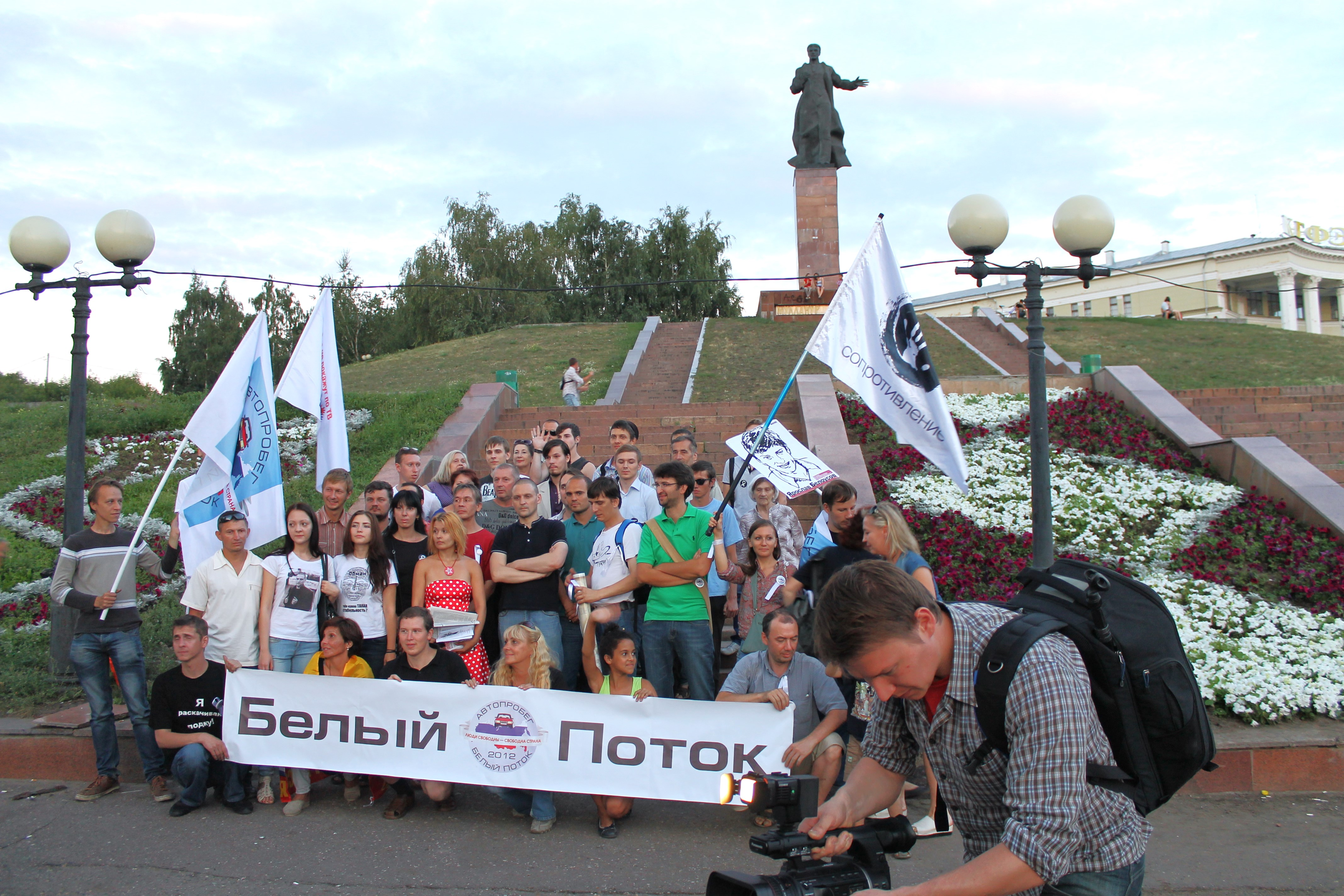
Протестная акция в рамках автопробега «Белый поток» с участием Сергея Удальцова, 12 августа 2012 года
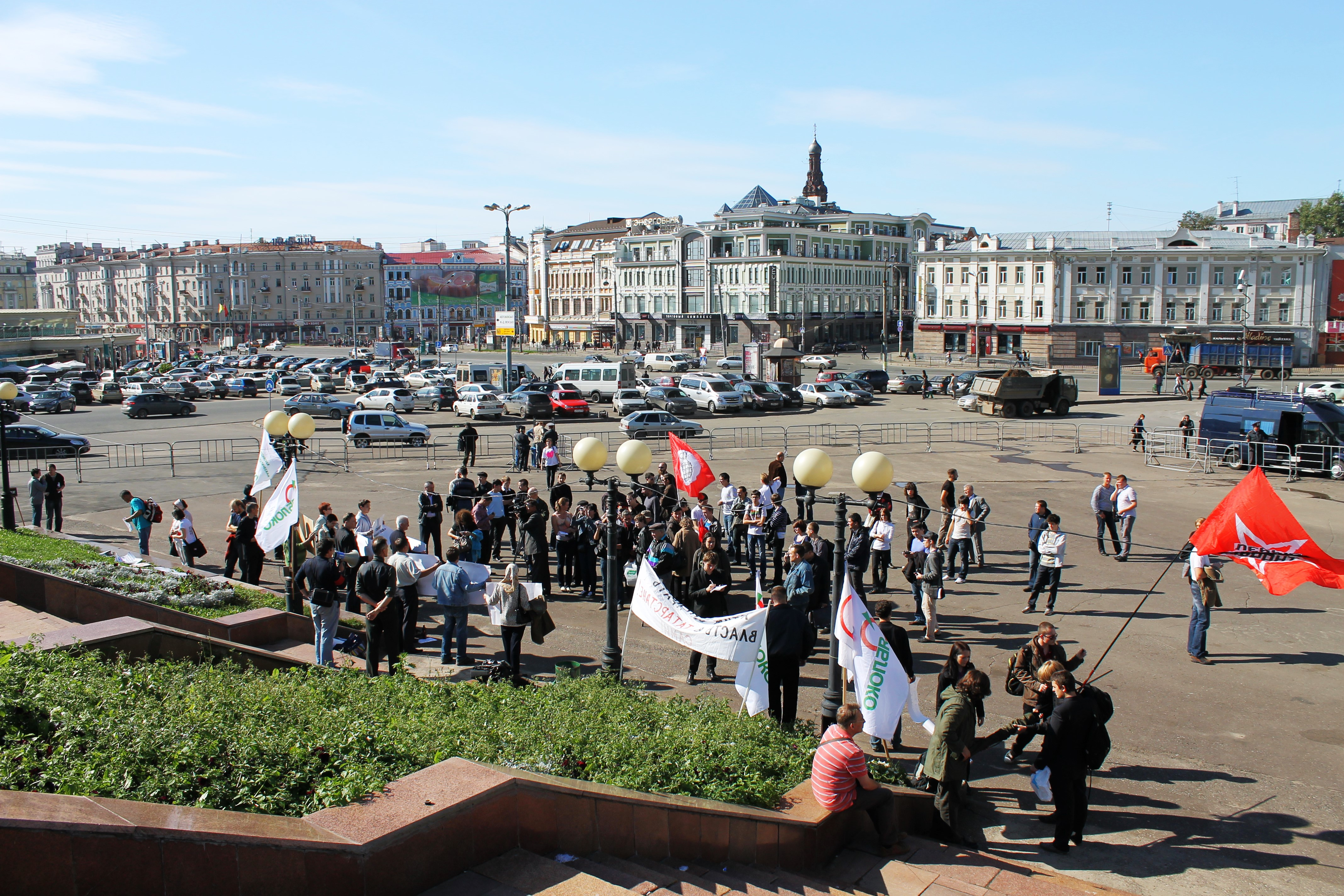
Митинг различных оппозиционных групп, 15 сентября 2012 года
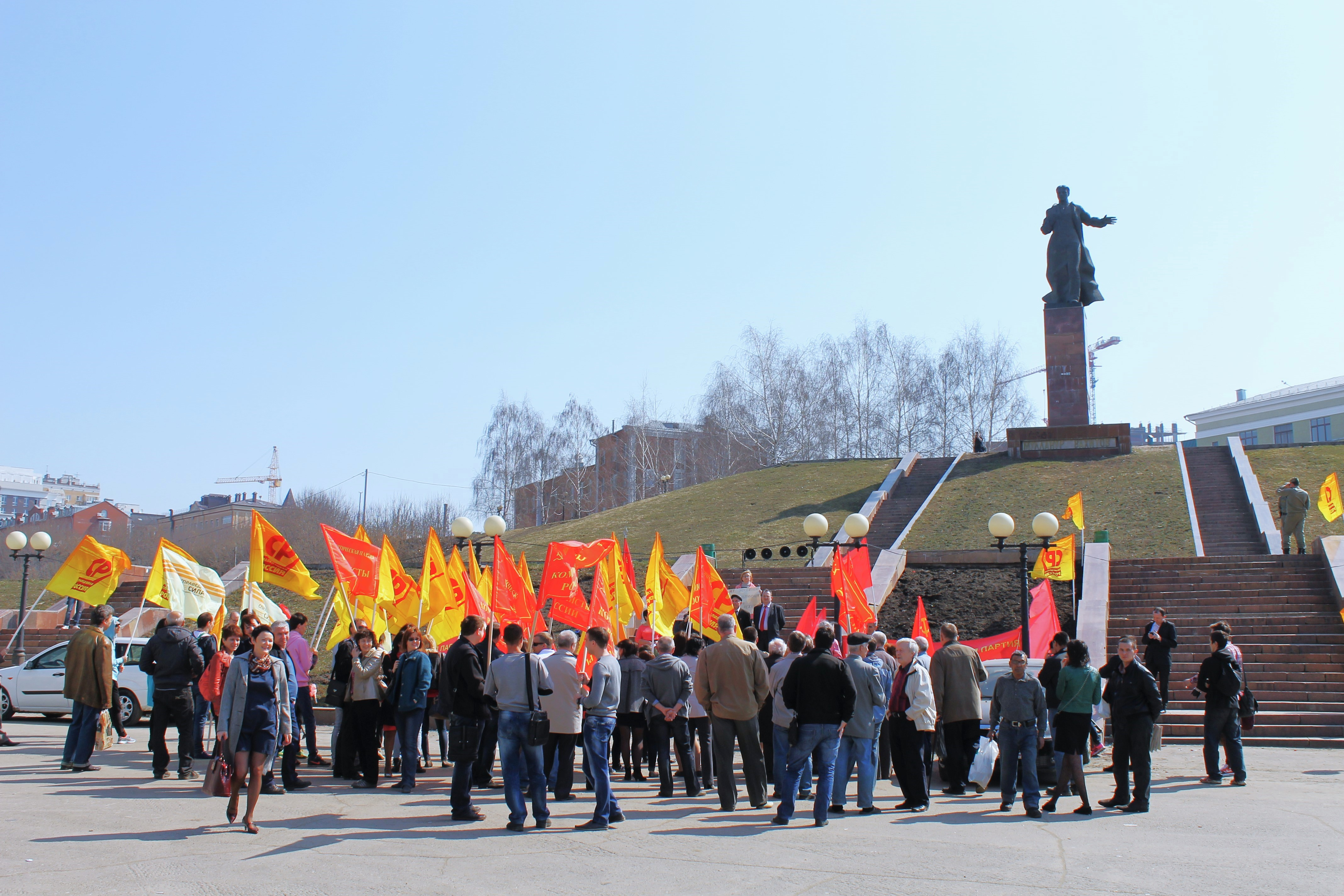
Совместный митинг партий «Справедливая Россия» и «Коммунисты России» у памятника Муллануру Вахитову, 20 апреля 2013 года

## Аллея памяти воинов-казанцев, погибших в Афганистане
Данный мемориальный комплекс, расположенный на гребне холма позади памятника Муллануру Вахитову, был открыт в 1986 году. Он представляет собой засаженное берёзами пространство, рассекаемое двумя параллельными аллеями. Вдоль них установлены сделанные из бетона памятные камни с табличками, на которых выведены имена и даты жизни воинов-казанцев, погибших в ходе Афганской войны (1979—1989). Фактически они выполняют функцию кенотафа — символической могилы. Всего установлено 39 памятных камней в три ряда: вдоль правой аллеи — с обеих сторон (12 и 13 камней, соответственно), вдоль левой аллеи — с одной стороны (14 камней). В начале комплекса между двумя аллеями установлен небольшой гранитный обелиск с надписью: «Аллея памяти воинов-казанцев, погибших в Афганистане».
Начиная с 2007 года, когда поднимался вопрос о переносе памятника Муллануру Вахитову, собирались переносить и Аллею памяти воинов-казанцев, погибших в Афганистане. При обсуждении этого вопроса в 2017—2018 годах предполагался перенос данного мемориального комплекса в Парк Победы, но позже, как и в случае с памятником Муллануру Вахитову, эта тема перестала быть актуальной.          

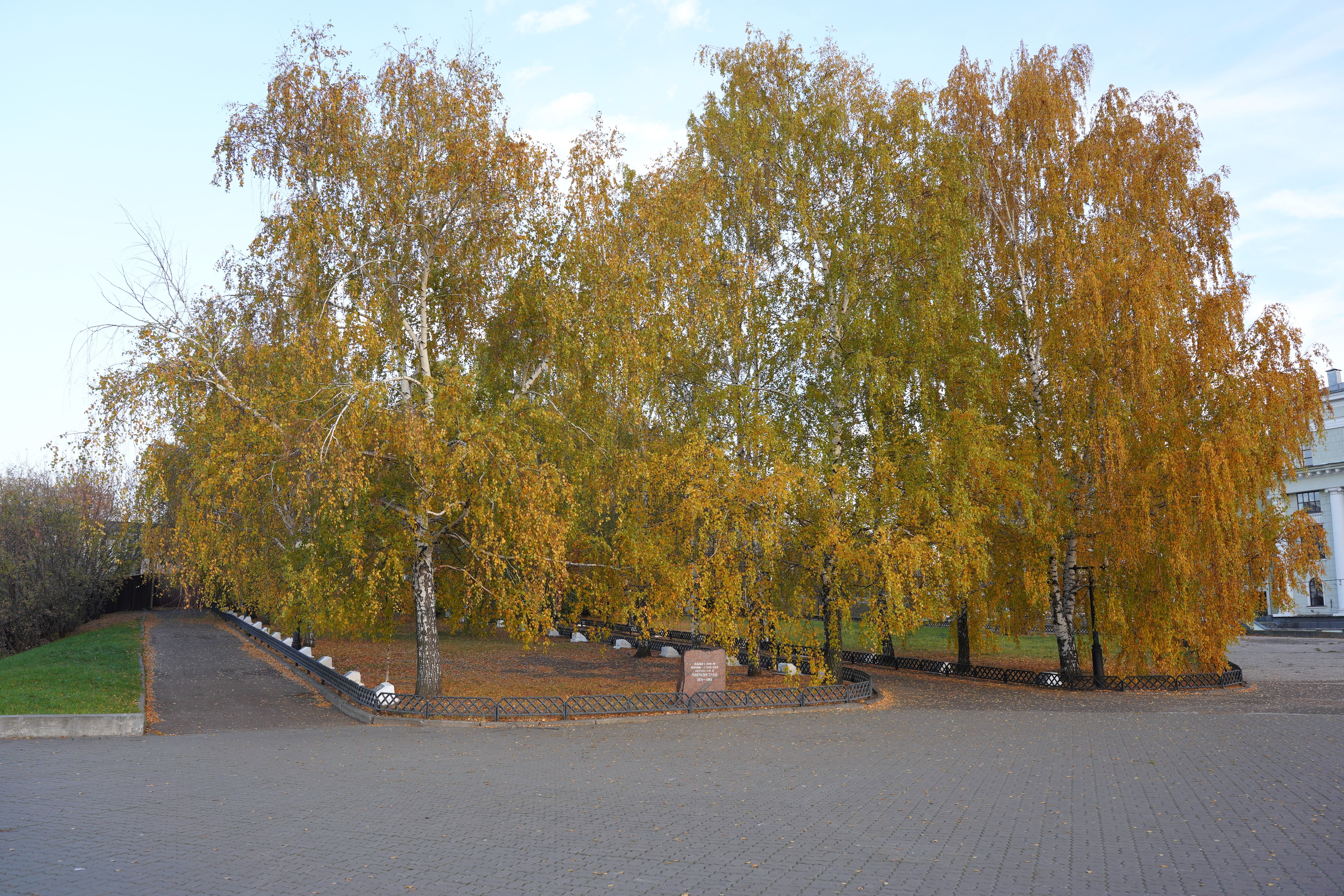
Аллея памяти воинов-казанцев, погибших в Афганистане: общий вид со стороны памятника Муллануру Вахитову
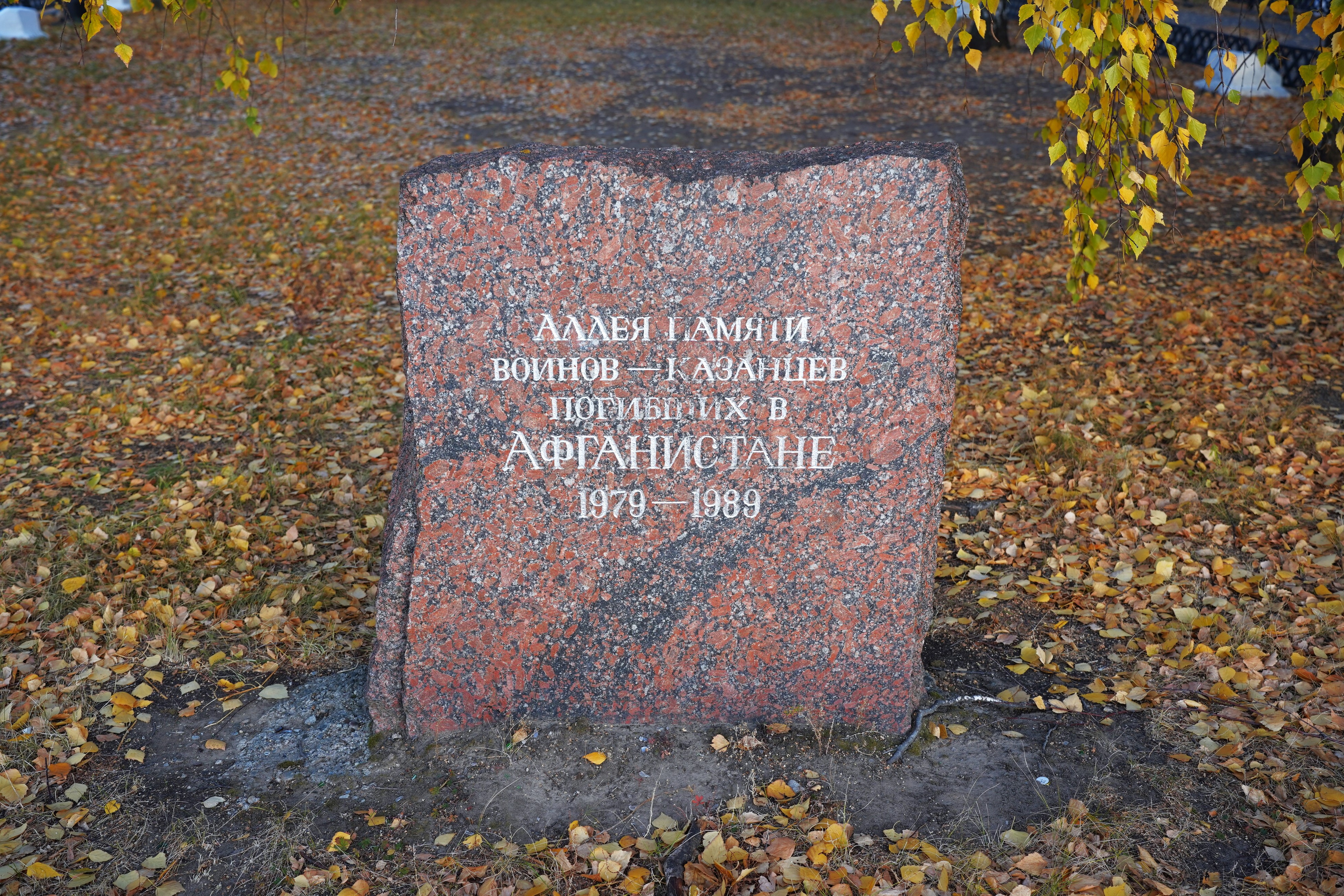
Гранитный обелиск с названием мемориала
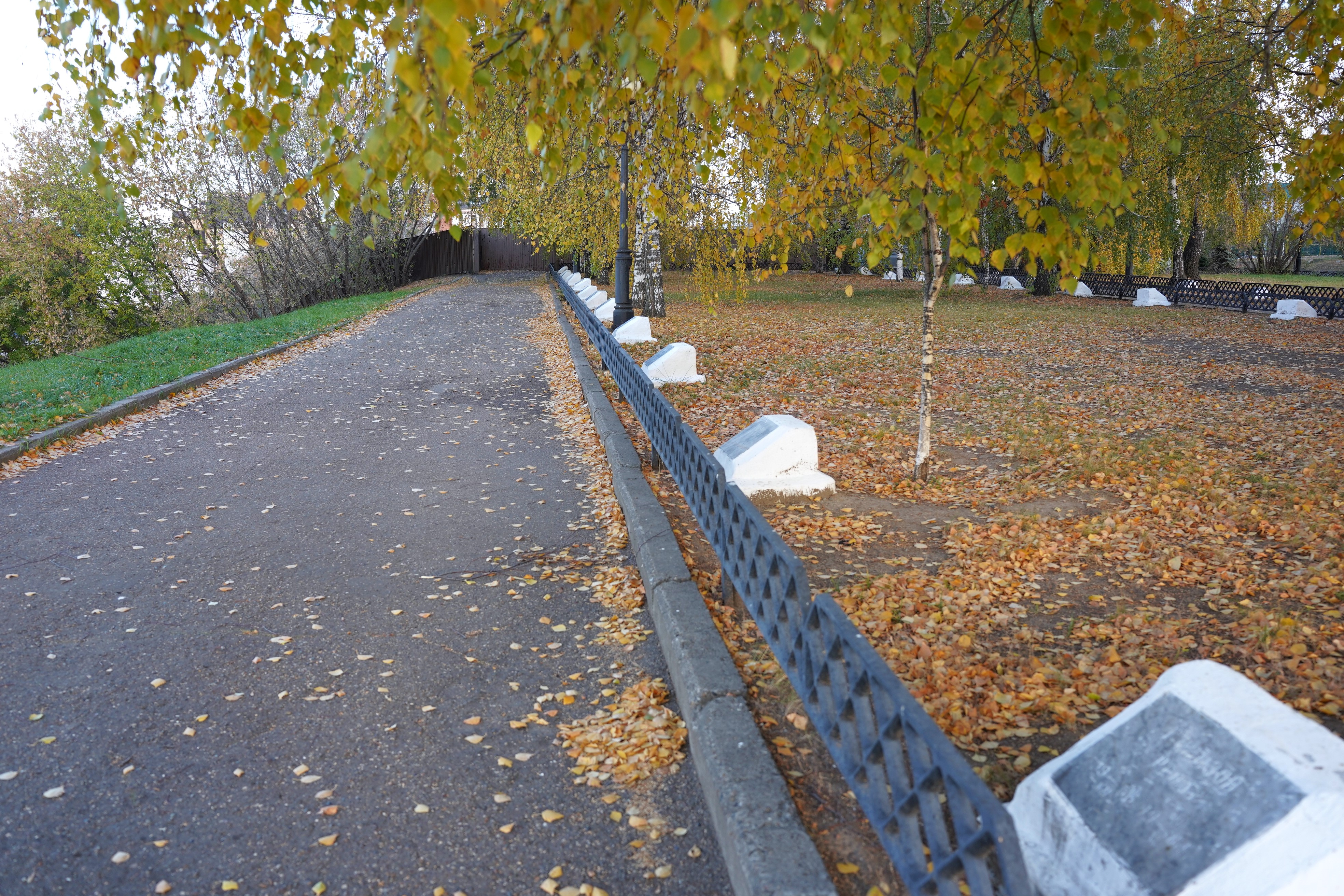
Памятные камни с именами погибших в Афганистане воинов-казанцев
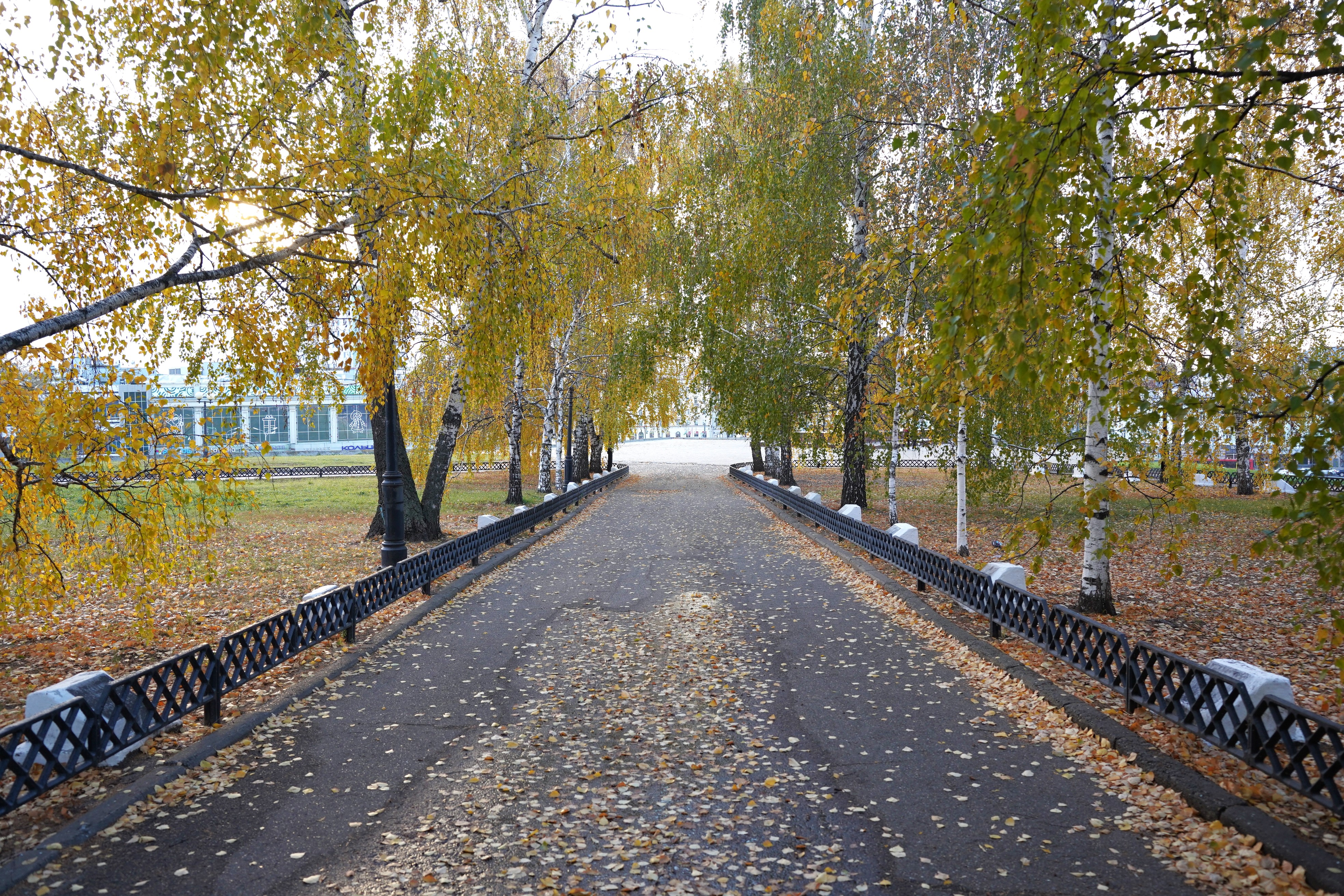
Аллея памяти воинов-казанцев, погибших в Афганистане: вид в сторону памятника Муллануру Вахитову
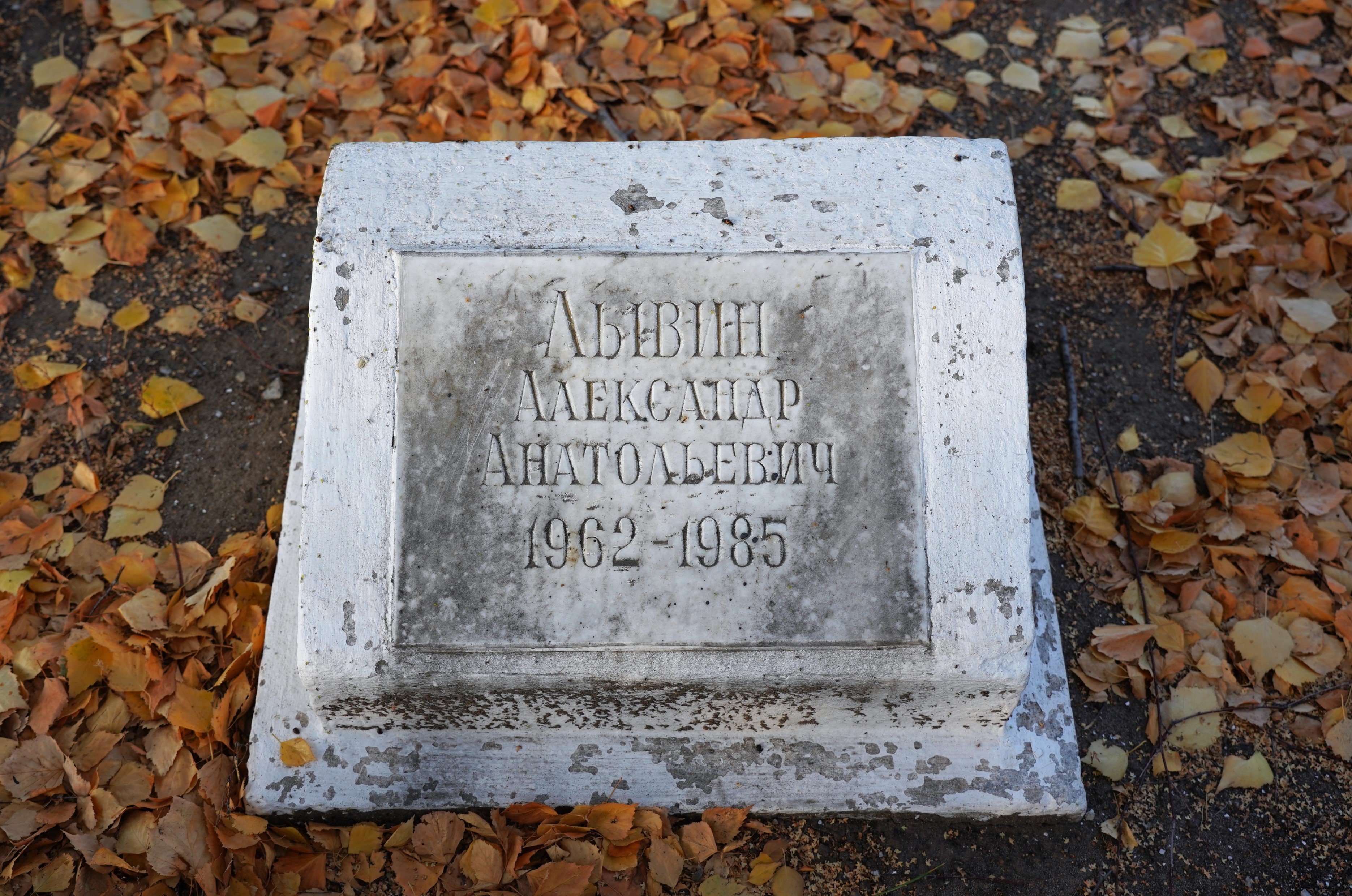
Памятный камень (кенотаф) с именем Александра Лывина (1962—1985)
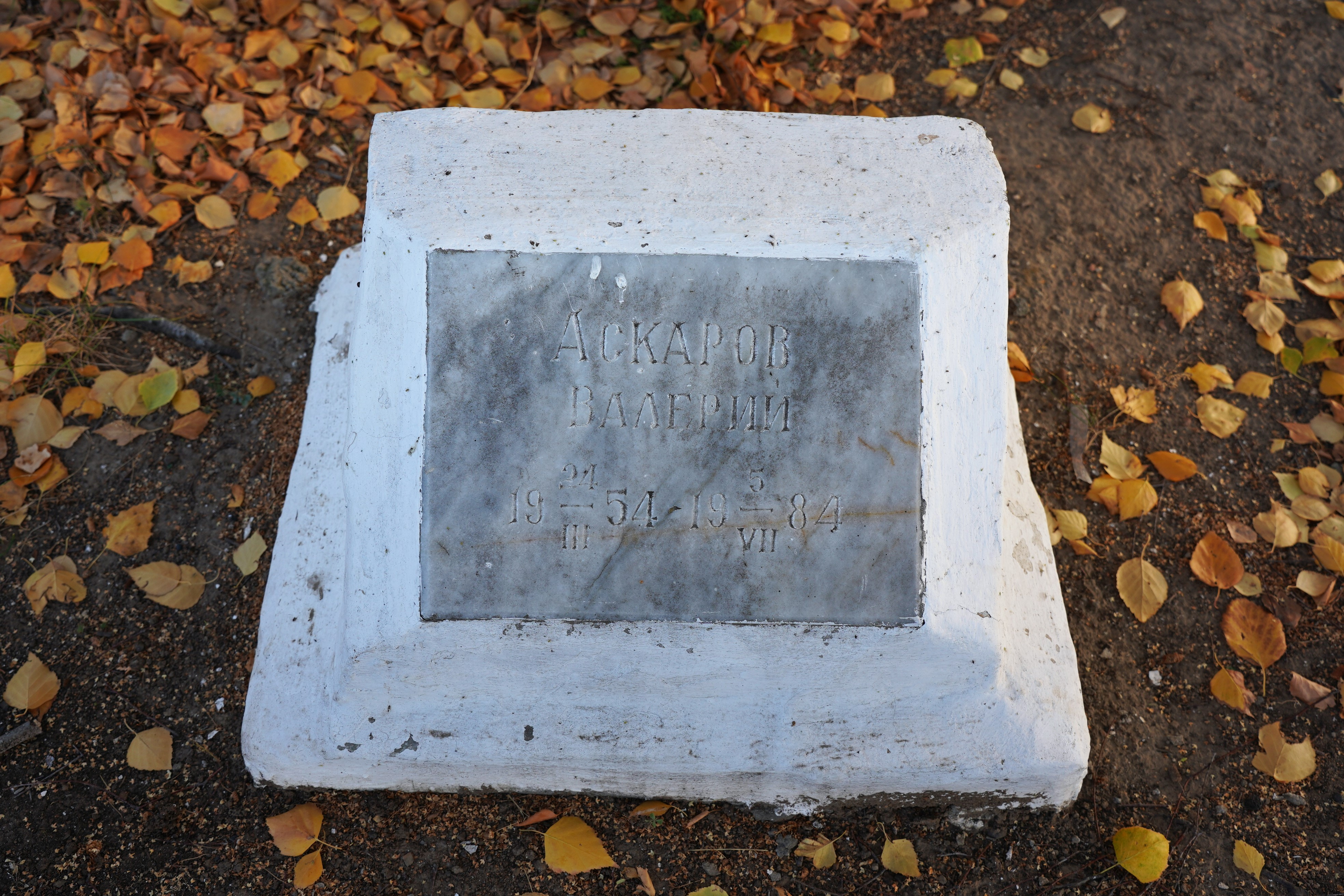
Памятный камень (кенотаф) с именем Валерия Аскарова (1954—1984)